# МТК (футбольный клуб)
МТК (венг. Magyar Testgyakorlók Köre) — венгерский футбольный клуб из города Будапешта, выступающий в чемпионате Венгрии. Основан в 1888 году. Домашние матчи проводит на стадионе «Хидегкути Нандор», вмещающем 12 700 зрителей. Главный соперник — «Ференцварош» из Будапешта, матчи с которым называют Вечным дерби.

## История клуба

### Ранние годы
В числе его учредителей были исключительно аристократы и члены еврейской общины столицы. Цветами клуба стали синий и белый, и у него был 31 член к концу своего первого года. Сначала в клубе можно было заниматься только фехтованием и гимнастикой. С началом XX века в мире, и в Будапеште в частности, распространяется футбол, поэтому 12 марта 1901 года создаётся футбольная команда. Первый публичный футбольный матч новая команда сыграла против «Будапешти» (0-0), чемпиона Венгрии 1901 и 1902 годов. MTK начал играть во 2-й лиге в 1902 году, но уже через год клуб получил шанс сыграть в первой лиге. Первый год в высшем дивизионе принёс клубу 3-е место, а год спустя, в 1904 году клуб праздновал своё чемпионство.

### Эра любительского футбола (1903—1926)
В 1905 году президентом клуба стал Альфред Брюлл, который возглавил клуб почти на 40 лет. Второй раз в 1907/08 МТК стали чемпионами, после 5 раз подряд властвовал «Ференцварош», на тот момент главный соперник МТК. Начиная с сезона 1913/14 команда 10 раз подряд становилась чемпионом, данное достижение является рекордом венгерской лиги. С 1914 по 1916 чемпионат не проводился из-за Первой мировой войны, но команда всё равно существовала, тренер стал англичанин Джимми Хоган, который собирал команду по крупицам, к примеру взял тогда ещё мало кому знакомого Дьёрдя Орта, ставшего впоследствии настоящей звездой. Именно Джимми Хоган заложил тот фундамент, благодаря которому клубу удалось доминировать в футболе в те годы. Хоган начал прививать команде «шотландский стиль игры» впоследствии переросший в «дунайскую школу футбола» (больший акцент делался на коротких передачах, технике, навесы, дальние передачи и игра головой (свойственные британскому стилю) почти не использовались). В годы чемпионства МТК представлял собой очень грозную силу не только на внутренней арене, но и на международной. В период с 1919 по 1922 год клуб сыграл 71 международную игру, из которых 51 выиграл, 11 проиграл. Забил 222 гола и 86 пропустил. Среди побеждённых значатся очень сильные клубы, например «Бавария» и «Реал Мадрид». MTK в 1920-х годах, по словам австрийского тренера Вилли Мейсля (брата Хуго Майсля, был командой мирового класса наравне с «Барселоной» и «Спартой» из Праги. Благодаря своему стилю игры команда стала очень узнаваема в Европе. В сезоне 1917/18 года клуб смог наколотить соперникам 147 мячей за 22 матча, при этом пропустив лишь 10. А́льфред Ша́ффер забил тогда 46 мячей, а Имре Шлоссер 41 гол.

### Профессиональный довоенный футбол (1927—1940)
В 1926 году венгерский футбол встал на профессиональные рельсы. Это больно ударило по МТК, который не смог вовремя сориентироваться в ситуации и потерял ведущие позиции. Плюс к этому в команде шла смена поколений, и на замену стареющим звёздам пришли менее мастеровитые игроки.
После 3-х подряд чемпионств «Ференцвароша», МТК всё же удалось взять титул в сезоне 1928/29, тогда казалось, что славные времена вернулись, однако в 1930-е годы в венгерском футболе появляется новая сила — «Уйпешт», которая вмешалась в спор извечных соперников. Повторения успеха болельщики МТК дождались в сезонах 1935/36 и 1936/37. До начала Второй мировой войны команде удалось выиграть 15 чемпионатов Венгрии и получить 7 Кубков Венгрии.

### Послевоенные годы и время Великих мадьяр (1945—1965)
Во время войны, в связи с тем, что в клубе были евреи, то он подвергался различным преследованиям, однако продолжал играть. В 1943 году был схвачен и убит нацистами бессменный президент клуба Альфред Брюлл. После войны команда относительно быстро восстановилась и в 1951 году стала чемпионом,, тогда она носила название «Budapesti Bástya». В 50-е балом в Венгрии правили МТК и «Гонвед», с целой россыпью звёзд и великим Ференцем Пушкашем в составе. Игроки «Гонведа» составляли костяк Золотой команды, от МТК цементировали оборону: Михай Лантош и Йожеф Закариаш, в нападении были: Петер Палоташ и первый и единственный в мире, на тот момент, оттянутый форвард и легенда МТК — Нандор Хидекгути. МТК взял золото ещё в 1953 и 1958 годах, после чего долгих 30 лет клуб не знал вкуса золота.
Также клуб добился определённых успехов на международной арене. Он первым из венгерских клубов участвовал в Европейском Кубке (так тогда называлась Лига Чемпионов). Свой первый матч они выиграли 6-3 у «Андерлехта». Первый успех — Кубок Митропы 1955 года. На пути к финалу МТК разделался с «Адмирой» (3:3, 2:2, 5:1), затем с югославским «Хайдуком» (6-0, 2-3), полуфинал выпало играть с «Гонведом». Первый выездной матч был проигран 5-2, но МТК смог взять реванш в ответной игре 5-1 и выйти в финал. В финале предстояло играть с командой УДА (так раньше называлась пражская «Дукла». Первый матч МТК играл дома, в присутствии 70 000 зрителей, и разгромил соперника 6-0 (хет-триком отметился Нандор Хидегкути), ответный матч стал простой формальностью, однако тоже был выигран 2-1. В 1963 году клуб повторит своё достижение, в финале одолев Вашаш (2-1 и 1-1). В 1959 МТК уступил в финале «Гонведу».
В сезоне 1961/62 клуб дошёл до полуфинала Кубка Ярмарок, где проиграл Валенсии (3-7, 0-3).
В сезоне 1963/64 МТК играл в Кубке обладателей кубков, где его соперниками были: болгарская «Славия» (1-0, 1-1), затем немецкий «Мотор» (сейчас «Заксенринг» (2-0, 0-1), потом «Фенербахче» (2-0, 1-3), в полуфинале «Селтик» (0-3 на выезде и 4-0 дома), в финале попался «Спортинг», первый матч 3-3, а в переигровке МТК проиграл 1-0.

### Время молчания (1965—1986)
В это время команда в основном была в середине таблицы и значимых успехов не добилась, кроме Кубка Венгрии 1968 года. В сезоне 1980/81 команда финишировала 17 и покинула высший дивизион, но на следующий год вернулась. И лишь спустя 29 лет, в сезоне 1986/87 клуб смог завоевать золото.

### 1987—2010
В 1994 году команда неожиданно вылетела из высшего дивизиона, но быстро вернулась, а уже в сезоне 1996/97 праздновала чемпионство. В это время в команду пришёл миллионер Габор Версеги, при нём команда выиграла ещё 3 чемпионата (1999, 2003, 2008), две серебряные медали (2000, 2007), бронзовую медаль (2005), два Кубка (1998, 2000) и два Суперкубка (2003, 2008). Также Версеги открыл футбольную академию при клубе, куда попадают самые талантливые футболисты со всей Венгрии. Например Чемпионат Европы по футболу 2008 (юноши до 19 лет) 3-е место или Чемпионат мира по футболу среди молодёжных команд 2009, где Венгрия заняла тоже 3-е место, в её составе было 9 игроков МТК, а настоящей звездой был Кристиан Немет.

### С 2010
В сезоне 2010/11 клуб занял предпоследнее 15 место и вылетел во второй дивизион, но через год снова вышел в высшую лигу. В 2011 году Версеги продал свои акции клуба разным юридическим и физическим лицам.

## Достижения

### Национальные
- Чемпион Венгрии (23) раза: 1904, 1908, 1914, 1917, 1918, 1919, 1920, 1921, 1922, 1923, 1924, 1925, 1929, 1936, 1937, 1951, 1953, 1958, 1987, 1997, 1999, 2003, 2008
- Обладатель Кубка Венгрии (12) раз: 1910, 1911, 1912, 1914, 1923, 1925, 1932, 1952, 1968, 1997, 1998, 2000
- Обладатель Суперкубка Венгрии (3) 1997, 2003, 2008
- Победитель второго венгерского дивизиона (3) 1982, 1995, 2012

### Международные
- Финалист Кубка обладателей кубков: 1964
- Обладатель Кубка Митропы (2) 1955, 1963
- Итого: 43 трофея